# Adrián Berbia
Adrián Berbia (Montevideo, 22 ottobre 1977) è un ex calciatore uruguaiano, di ruolo portiere.